# Йожеф Гольцбауер
Йожеф Гольцбауер, Холлош (угор. Holzbauer József, Hollós, нар. 10 березня 1901, Керектелекі — пом. 12 квітня 1977, Будапешт) — угорський футболіст, що грав на позиції нападника. Відомий виступами за клуб «Шабарія», а також національну збірну Угорщини. 

## Кар'єра
Виступав у клубі «Сомбатгей» що в першій половині 20-х років грав у західній угорській лізі. Угорська першість була поділена регіональні ліги. Найсильнішим був чемпіонат Будапешту і його околиць, де виступали провідні команди країни і найкращі гравці. Переможці ж регіональних ліг, по завершенні регулярного сезону, за олімпійською системою визначали найкращого, а вже переможець цього турніру міг зіграти з переможцем Будапешту за звання чемпіона всієї Угорщини.
«Сомбатгей» з Гольцбауером у складі двічі ставала переможцем фінального плей-офф. В 1923 році команда обіграла «Діошдьйор-Вашдярі» (3:1), «Дебрецен» (2:1) і «Кечкеметі» (7:0). У національному фіналі «Шабарія» поступилась лідеру тогочасного угорського футболу – МТК  – 0:2.  Через рік у 1924 році клуб переміг «Вац» (6:0) і «Діошдьйор-Вашдярі» (1:0). Зустріч у фіналі з тим-таки МТК принесла нічию 1:1(Гольцбауер забив єдиний гол своєї команди) і поразку 0:3 у переграванні. 
З введенням професіоналізму в 1926 році «Сомбатгей» потрапив до 1 угорського дивізіону, тоді ж команда змінила назву на «Шабарія». В сезонах 1926-27 і 1927-28 клуб посідав четверте місце – найвище в своїй історії. В цей же час Гольцбауер викликався до складу збірної Угорщини, за яку зіграв 6 матчів і забив 5 голів в 1925 – 1927 роках. 
| Дата       | Місто    | Господарі  | Результат | Гості    | Турнір                   | Голи | Примітки |
| ---------- | -------- | ---------- | --------- | -------- | ------------------------ | ---- | -------- |
| 19/07/1925 | Краків   | Польща     | 0 – 2     | Угорщина | товариський матч         | 1    |          |
| 20/09/1925 | Будапешт | Угорщина   | 1 – 1     | Австрія  | товариський матч         | -    |          |
| 19/09/1926 | Відень   | Австрія    | 2 – 3     | Угорщина | товариський матч         | 1    |          |
| 19/12/1926 | Віго     | Іспанія    | 4 – 2     | Угорщина | товариський матч         | -    |          |
| 26/12/1926 | Порту    | Португалія | 3 – 3     | Угорщина | товариський матч         | 2    |          |
| 25/09/1927 | Будапешт | Угорщина   | 5 – 3     | Австрія  | Кубок Центральної Європи | 1    |          |
| Усього     |          | Матчів     | 6         |          | Голів                    | 5    |          |